# Hicriopteris reflexa
Hicriopteris reflexa là một loài dương xỉ trong họ Gleicheniaceae. Loài này được Ching & P.S. Chiu mô tả khoa học đầu tiên năm 1959.
Danh pháp khoa học của loài này chưa được làm sáng tỏ. 